# Марандич, Денис
Дени́с Марандич (рум. Denis Marandici; род. 18 сентября 1996, Кишинёв, Молдавия) — молдавский и португальский футболист, защитник.

## Карьера
Начал играть в «Лейрии» во втором дивизионе Португалии.
В 2020 году перешёл в словенский клуб «Целе». В Первой лиге Словении дебютировал в феврале 2020 года, в матче против НК «Аллюминий». В августе 2020 года сыграл первые матчи в еврокубках — в квалификации Лиги Чемпионов УЕФА и Лиги Европы.
За сборную Молдавии до 19 лет сыграл в квалификации молодёжного чемпионата Европы в 2014 году. Дебютировал в матче с молодёжной сборной Нидерландов. За сборную до 21 года дебютировал в товарищеском матче с молодёжной сборной Беларуси.
За основную сборную Молдавии дебютировал в Лиге Наций 3 сентября 2020 года против сборной Косово.